# Esguince
Un esguince, torcedura o distensión ligamentosa es una lesión de los ligamentos por distensión, estiramiento excesivo, torsión o rasgadura, acompañada de hematoma, inflamación y dolor que impide continuar moviendo la parte lesionada.
Se origina al afectarse la región articular por acción mecánica (la exigencia de un movimiento brusco, excesiva apertura o cierre articular, movimiento antinatural) o por violencia (caída, golpe).
No debe confundirse con la luxación, la cual es una lesión más severa que involucra el cambio de posición de la articulación y la separación de sus huesos. El esguince es similar al desgarro muscular, pero afectando a ligamentos en vez de a músculos.

## Características
Los esguinces causan inflamación y dolor (al principio intenso, luego va disminuyendo), provocando impotencia funcional e incluso parálisis temporal. El período de recuperación varía en relación con la gravedad y la cronicidad de la lesión.
Las ocurrencias más comunes son en el tobillo, codo, muñeca, pulgar y dedos. También puede afectarse el cuello, la rodilla, el hombro y otras zonas como la columna vertebral.
Determinados deportes suelen provocar lesiones crónicas, sin ser taxonómicos:
- Tobillo: Voleibol, baloncesto, skateboarding, fútbol, taekwondo, rugby, paintball, BMX, balonmano, tenis, danza y parkour.
- Rodilla: Voleibol, baloncesto, tenis, fútbol, rugby, jiu-jitsu, balonmano y parkour.
- Codo: Tenis, baloncesto, béisbol, hockey, rugby y jiu-jitsu.
- Hombro: Tenis, baloncesto, béisbol y rugby.
- Espalda: Fútbol americano, baloncesto, paintball y BMX.
- Dedo: Voleibol, baloncesto, fútbol y balonmano.

Las lesiones más frecuentes son:
- Tobillo: "ligamento lateral externo", y "ligamento del astrágalo, peroné o calcáneo".

Se puede tratar con la fisioterapia.

## Clasificación
Según la gravedad de la lesión, coloquialmente se puede referir de "leve" (cuando los ligamentos están simplemente distendidos) a "grave" (cuando los ligamentos están rasgados o se han cortado).
Clínicamente, se clasifican en tres tipos:
- Grado I: A veces llamados entorsis, consiste en distensión parcial del ligamento, corresponde a lesiones que no incluyen rotura ni arrancamiento (del ligamento respecto del hueso). En el examen físico, la articulación suele aparecer hinchada y con dolor de intensidad variable, pero pueden efectuarse los movimientos, y estos son normales. Con tratamiento adecuado, la recuperación es total y sin secuelas. Es síntoma frecuente de enfermedades genéticas que afectan al tejido conectivo como el síndrome de Ehlers-Danlos y el síndrome de hiperlaxitud articular.
- Grado II: Se caracterizan por la rotura parcial o total de los ligamentos. Presenta movimientos anormalmente amplios de la articulación, y dolor muy intenso. Generalmente la recuperación es total, aunque requiere de mayores tiempos de tratamiento, pero pueden llegar a dejar secuelas de leves a moderadas.
- Grado III: Rotura total del ligamento con arrancamiento óseo (tratamiento quirúrgico). La rotura de varios ligamentos puede causar una luxación si se pierde completamente la congruencia articular. La radiografía es indispensable para detectar las características de la lesión ósea. Casi siempre dejan secuelas de moderadas a graves (dolores persistentes, rigidez, inestabilidad y fragilidad de la articulación).

## Tratamiento
En el tobillo, dependiendo del grado de lesión, se hace una clasificación, ya que la forma de recuperarlo depende de ello.
- Los esguinces de grado I: son las de menor repercusión y gravedad. En estas lo más importante es quitar lo antes posible la inflamación y el dolor. Para el dolor se administran fármacos no esteroideos como el ibuprofeno y para la inflamación se sigue la ley RICE (Hielo, elevación, compresión y reposo), en donde las primeras 24-48 horas son las más importantes. Una vez pasado los 2-3 primeros días se debe acudir al tratamiento fisioterapéutico mediante terapia de corrientes analgésicas, masoterapia, ultrasonidos y laserterapia. Al 5°-6° día se deben realizar ejercicios de movilización y fortalecimiento de la musculatura periarticular (tibial anterior, peroneos y tríceps sural), además de ejercicios de propiocepción con suelo inestable. Al 7-8 día se puede hacer vida normal. En las pruebas radiológicas no se revelan alteraciones.

- Los esguinces de grado II: son de gravedad moderada. Lo primero que se debe valorar es si necesita cirugía (muy ocasionalmente) o tratamiento conservador que es lo más habitual. En el caso de cirugía el tratamiento consistirá en bajar la inflamación (RICE) y el dolor mediante medicamentos no esteroideos como en el apartado anterior hasta la cirugía y después el tratamiento sería como el conservador. El tratamiento conservador sería igual que el anterior pero con los periodos más largos, es decir, las primeras 24-48 horas igual y a continuación el periodo de tratamiento fisioterapéutico sería de unos 7-10 días, en el cual el tobillo permanecerá con un vendaje compresivo durante 3-4 días. Después se realizaran ejercicios en progresión durante 5-7 días comenzando con movilizaciones suaves, ejercicios propioceptivos y por último carrera con giros y zigzag. En total a los 15-20 días estaría preparado para practicar deporte. En las pruebas radiológicas puede aparecer bostezo articular y además puede haber arrancamiento de la cabeza del quinto metatarsiano.

- Los esguinces de grado III: son las más graves y las de más larga recuperación. Este tipo de lesiones suele necesitar cirugía debido a la ruptura completa de los ligamentos. El tratamiento hasta la cirugía es como en el apartado anterior centrándonos en el dolor y la inflamación, manteniendo las primeras 24-48 horas con la regla (RICE). Después de la lesión se continúa igual habiendo diferencia en el tiempo de rehabilitación. El tratamiento fisioterapéutico dura unos 20-25 días, tiempo en el cual el tobillo permanecerá con una ortesis funcional durante unos 10-15 días. El periodo de ejercicios en progresión dura sobre  14-17 días, siendo muy importante debido a la falta de estabilidad que se pierde por la rotura del ligamento. Se estima que en un mes y medio o dos meses se está preparado para realizar vida normal.

### Tratamiento RICE
El acrónimo RICE viene de las siglas en inglés de Rest, Ice, Compression and Elevation.
- Descanso/Reposo: La lesión debe permanecer inmóvil y no se debe aplicar fuerza adicional en el sitio del esguince: por ejemplo, en el caso de un esguince de tobillo, se debe evitar el caminar.[1]
- Hielo: Se debe aplicar hielo inmediatamente en el esguince para reducir el dolor e hinchazón producidos por la lesión. Puede ser aplicado durante 10-15 minutos (una aplicación más prolongada puede agravar la lesión en lugar de curarla), de 3 a 4 veces al día. El hielo puede combinarse con un vendaje para proporcionar soporte al miembro afectado.[1]
- Compresión: Es necesario usar apósitos, vendajes u otro tipo de envolturas para inmovilizar la lesión y brindar soporte. Cuando se hace el vendaje de un esguince, debe aplicarse más presión en la parte más distal de la lesión y disminuirla en dirección del corazón; esto permite que parte de los fluidos de la herida sean dirigidos hacia el torrente sanguíneo y se reciclen. En ningún caso la compresión deberá cortar o comprimir drásticamente la circulación del miembro comprometido (riesgo de gangrena).[1]
- Elevación: Mantener elevado el miembro afectado por un esguince (en relación con el resto del cuerpo) permitirá minimizar aún más la hinchazón y ayudará a disminuir los moretones.[1]

### Rehabilitación funcional
Una inmovilización prolongada usualmente conlleva la aparición de atrofia muscular (pérdida de flexibilidad) y rigidez de la articulación (pérdida de movimiento articular), por lo que se busca retirar la inmovilización lo antes posible.
Los componentes de una rehabilitación efectiva en todas las lesiones por esguinces involucran que la región del cuerpo en general y la articulación comprometida en particular deberá ser exigida aumentando gradualmente el rango y la amplitud de movimientos, y de ejercicios que fortalezcan los músculos vecinos dependiendo de la tolerancia del paciente al dolor.

### Según su tipo
- Grado I: tratamiento conservador, véase fármaco, fisioterapia, masoterapia. Aplicar una inmovilización ligera, mediante una férula o vendas adhesivas (vendaje compresivo). La radiografía no revela ninguna lesión.
- Grado II: tratamiento conservador o quirúrgico, en función de la lesión. Aplicar una inmovilización rígida, puede colocarse un yeso para inmovilizar mejor la extremidad o la articulación lesionada. Se recomienda mantener reposo.
- Grado III: los esguinces graves suelen requerir intervención quirúrgica para reparar el ligamento rasgado, reinsertarlo en el hueso, o bien sustituirlo por uno artificial (de materiales sintéticos). Implica reposo de varios días, e inmovilización de varias semanas (incluso puede ser más de un mes).

### Tratamiento alternativo de movilización precoz
El tratamiento clásico puede ser sustituido con éxito por un tratamiento en agudo basado en:
- Crioterapia alternada con movilización y carga precoz- En las primeras 12 horas se recomienda la aplicación directa de hielo en la articulación afectada durante 10 minutos alternada con 5 minutos de movilización suave y con mínimo dolor y carga de peso en el caso de la extremidad inferior.
- Aplicación de emplasto de arcilla.[4]
- Vendaje compresivo con almohadilla en forma de herradura colocada en torno al maléolo externo para aumentar la compresión en esta zona y favorecer la evacuación del hematoma.